# St. Johannis (Uelzen)
Die St.-Johannis-Kirche ist eine evangelisch-lutherische Kirche mit benachbartem Gemeindezentrum im Hagenskamp am Stern in Uelzen. Sie gehört zum Kirchenkreis Uelzen.

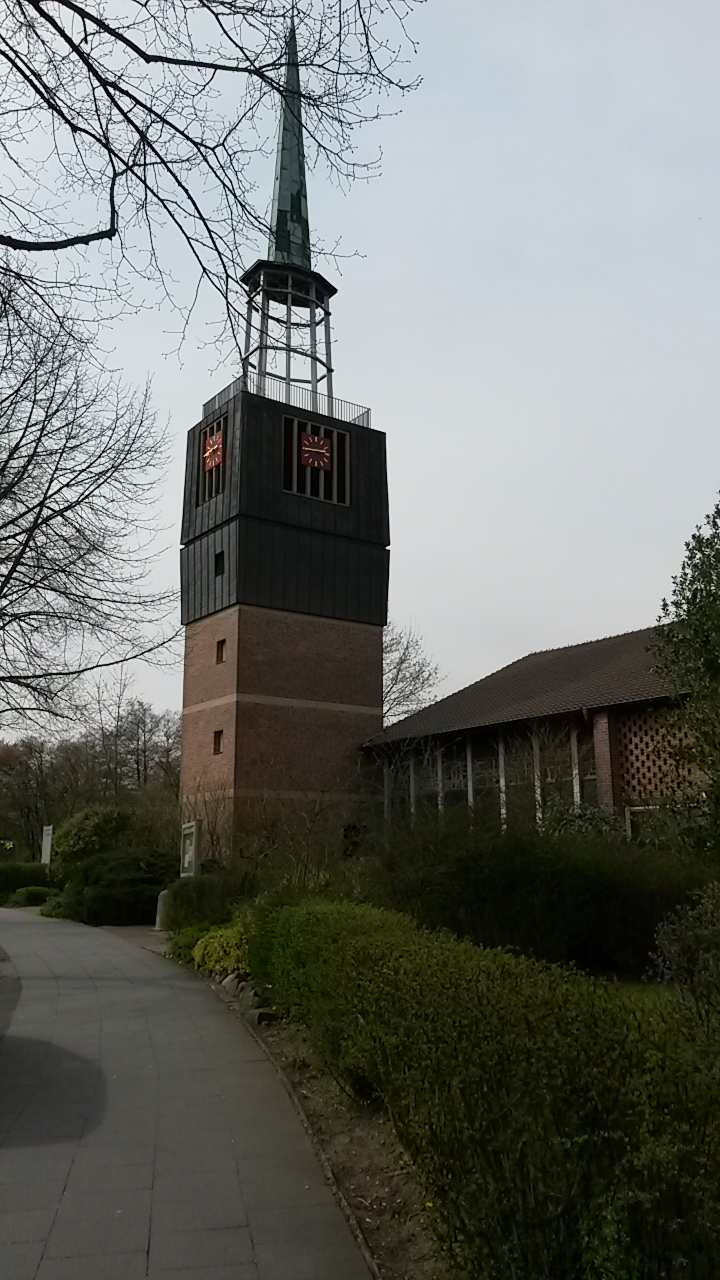
Kirchturm der St.-Johannis-Kirche in Uelzen

## Geschichte der Kirche
Zum 1. September 1952 wurde an der St.-Marien-Kirche eine fünfte Pfarrstelle für die geistliche Betreuung des Sternviertels errichtet. Als erster Pastor wurde Wilhelm Meinberg am 31. Mai in das Amt eingeführt. Schon im November 1955 konnte Pastor Meinberg mit seiner Familie in das neu errichtete Pfarrhaus im Hagenskamp ziehen. Der Uelzener Architekt Karl Schlockermann war mit der Errichtung der Kirche beauftragt worden und so begann der Bau der Kirche mit der Grundsteinlegung des Gemeindesaals am 31. Oktober 1956. Der Gemeindesaal wurde dann nach etwa zehn Monaten Bauzeit durch Propst Ernst Strasser am 4. August 1957 eingeweiht. Zum 1. April wurde dann die fünfte Pfarrstelle aus der St.-Marien-Kirchengemeinde ausgepfarrt. Alle Gemeindemitglieder der St.-Marien-Kirche, die westlich der Bahnlinie Stendal–Uelzen–Bremen wohnten, gehörten ab diesem Zeitpunkt zu St.-Johannis-Kirchengemeinde. Am 26. August 1960 wurden die von der Heidelberger Glockengießerei W. Schilling gegossenen vier Glocken feierlich eingeholt und am 10. September 1960 geweiht. Nach der Fertigstellung der oberen Turmspitze im Oktober 1960 wurde die Kirche feierlich geweiht. Dies geschah am 13. November 1960 durch Landessuperintendent Wilhelm Domblüth.

## Chronik der Kirchengemeinde
05. Okt. 1958 Weihe des gestifteten neuen Abendmahlgerätes.
23. Nov. 1958 Zwei gestiftete Altarleuchter aus Bronze werden in Gebrauch genommen.
09. Juni 1959 Kirchenvorstand beschließt 1. Abschnitt des Kirchbaus
12. Juli 1959 Weihe der neuen Kleinorgel
13. Dez. 1959 Der Kirchenvorstand beschließt die Erhebung von Kirchgeld in Höhe von 6,00 DM jährlich
31. Juli 1960 Der Kirchenvorstand beschließt den 2. Abschnitt Kirchbaus
10. Sep. 1960 Weihe der neuen Glocken
24. Okt. 1960 Der Turm der St. Johanniskirche erhält Kugel und Kreuz. In der Kugel wird eine Urkunde eingefügt.
14. Jan. 1963 Der Kirchenvorstand beschließt die Errichtung einer 2. Pfarrstelle zu beantragen.
17. März 1963 Weihe des neuen Taufbeckens.
09. Nov. 1971 Der Kirchenvorstand beschließt den schadhaften Kirchturm zu verkupfern.
25. Jan. 1972 Der Kirchenvorstand beschließt ab dem Rechnungsjahr 1972 anstelle des Kirchgeldes als Form der Ortskirchensteuer einen freiwilligen Gemeindebeitrag zu erbitten.
30. Nov. 1975 Pastor Maaß wird als Pastor der 1. Pfarrstelle eingeführt. 
30. Sep. 1977 Der Kirchenvorstand beschließt die Anschaffung einer kleinen elektronischen Orgel.
12. Feb. 1980 Feierliche Einweihung des neuen Gemeindehauses durch Landessuperintendent Tilemann, Lüneburg.

## Erweiterung der Gemeinde

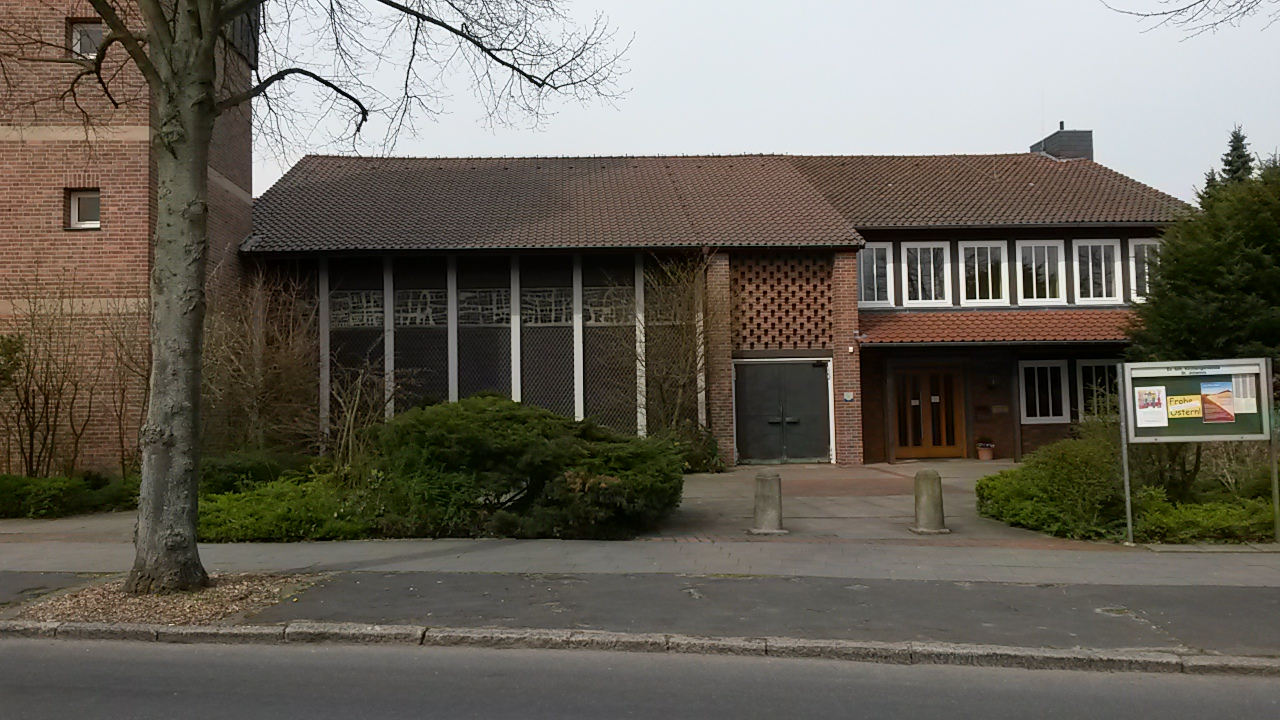
Gemeindesaal von der gegenüberliegenden Straßenseite

Durch das rege Gemeindeleben war es erforderlich, die kirchlichen Räumlichkeiten in den Folgejahren zu erweitern. Es wurde eine zweite Pfarrstelle geschaffen, welche mit Pastor Werner Gehrz besetzt wurde. Neben dem Pfarrhaus mit dem Konfirmandensaal in der Fritz-Reuter-Straße entstand auch ein Kindergarten, der am 1. Februar 1971 eröffnet wurde. Der Kirchenvorstand entschloss sich außerdem zu dem Bau eines Gemeindehauses auf dem Grundstück neben der Kirche. Der Entwurf wurde schließlich vom Architekten Lutz Michaelis verwirklicht. Er selbst war ebenfalls Mitglied der St.-Johannis-Kirchengemeinde.

## Innenraum der Kirche

### Kunstwerke
Die Altarwand nimmt die gesamte Breite des Chores ein, sie wurde von dem in Winsen (Luhe) beheimateten Bildhauer Erich Brüggemann gestaltet. Auch das große bunte Nordfenster wurde von ihm gestaltet. In dem Form- und Farbspiel der kunstvollen Glasmosaike des Nordfensters entstehen vielfältige Kreuzformen. Für die Altarwand hatte er einen Text aus der Offb 7,1ff  zugrunde gelegt, in dem vom Lamm die Rede ist, dem die Ältesten Ehre erweisen und alle Erretteten zujubeln – symbolisiert durch die Palmzweige. In den zwei Halbkreisen um das Lamm finden sich die insgesamt 24 Kronen der Ältesten. Sie bilden nach Aussage des Künstlers den Kern des Bildes. Der Taufstein wurde ebenfalls von Brüggemann entworfen.
Das sogenannte Kirchen-Schiff, ein weiteres Kunstwerk, wurde im September des Jahres 2005 eingeweiht. Es ist ein Wandrelief aus Tontafeln, an der Stirnwand der Empore im linken Teil der Kirche. Gestaltet wurde es von Ingeborg Michaelis, die selbst ein Gemeindemitglied ist. 
Der schlichte Altar besteht aus zwei Marmorblöcken, auf denen ein goldenes Kreuz steht. Er wurde von der Bielefelder Bildhauerin Eva Limberg geschaffen.

### Orgel
Die Orgel, aus dem Hause Hildebrand aus Hannover, befindet sich im hinteren Teil der Kirche und wurde 1967 eingeweiht.

## Der Kirchturm
Die Gesamthöhe des Kirchturms beträgt rund 40 Meter, er hatte ursprünglich eine komplette Ziegelfassade. Aufgrund schadhafter Herstellung platzen immer mehr Ziegelsteine ab und so konnte der obere Teil des Turms erst im Jahre 1977 mit Kupferplatten verkleidet werden. Die Spitze des Kirchturms ist stilisiert und nicht massiv ausgeführt. Auf den Schalllöchern wurden Zifferblätter angebracht.

### Glocken

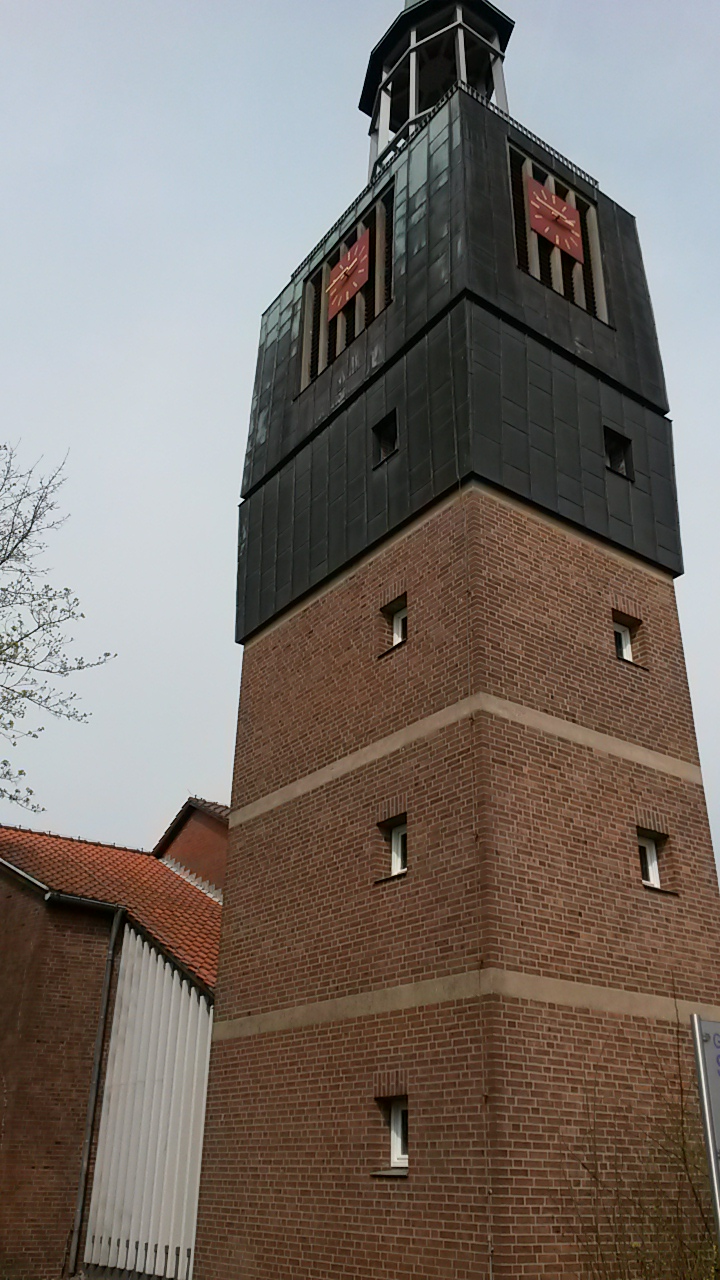
Kirchturm mit zugehöriger Kirchenuhr

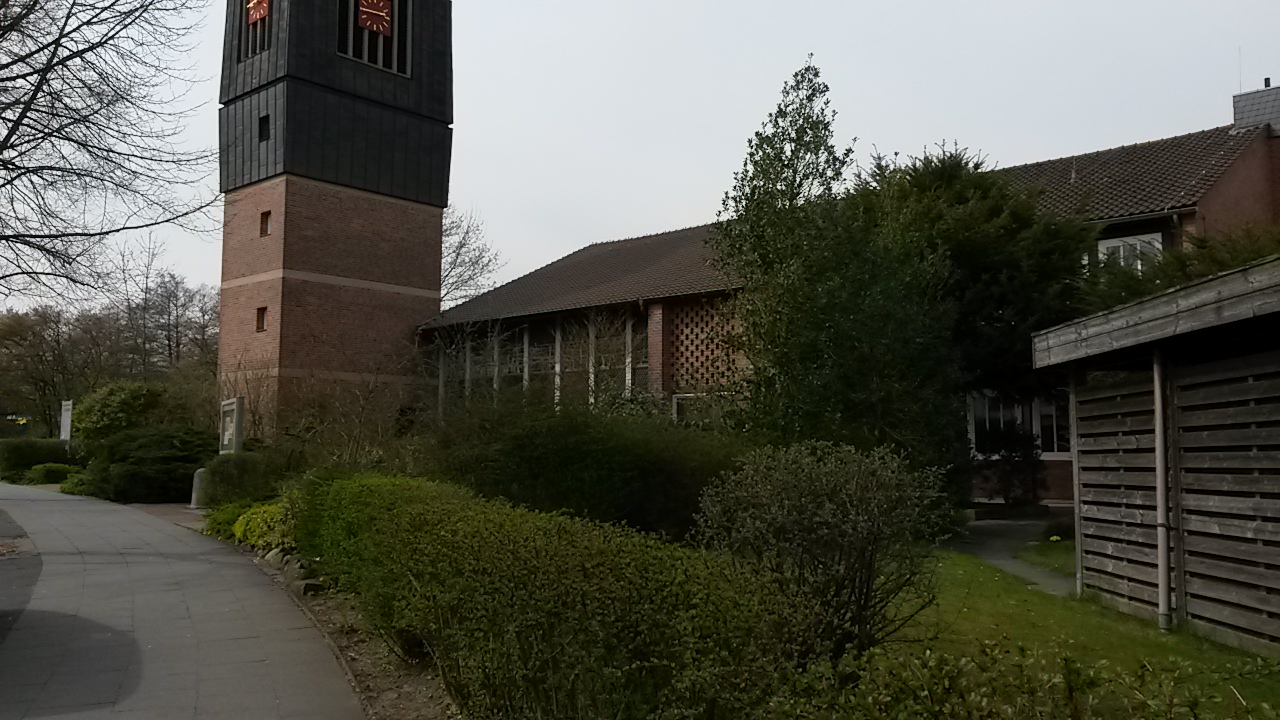
Kirche mit Gemeindesaal und Kirchturm

Die vier Glocken im Kirchturm sind nach vier Auferstehungszeugen aus dem Johannes-Evangelium benannt: Johannes, Simon Petrus, Maria Magdalena und Thomas. Folgende Daten zu den Glocken liegen vor:
- „Johannes“ ist die größte Glocke mit einem Durchmesser von 85,1 cm und einem Gewicht von 390 kg.
- „Simon Petrus“ misst 70,6 cm im Durchmesser und wiegt 234 kg.
- „Maria Magdalena“ wiegt 199 kg und hat einen Durchmesser von 66,8 cm.
- „Thomas“ wiegt 138 kg und hat einen Durchmesser von 59 cm.

## Maße und Daten
Insgesamt gibt es 220 Sitzplätze im Saal: auf Stuhlreihen 130 und an Tischen 90.
- Nutzfläche gesamt 507 m²
- Nutzfläche Gemeindesaal 100 m²
- Nutzfläche Bühne 20 m²
- Nutzfläche Halle 65 m²
- Nutzfläche Gruppenräume 35 – 45 m²

## Pastoren
1. Pfarrstelle
- Wilhelm Meinberg 1953–1958: 5. Pfarrstelle an St. Marien 1958–1970: St. Johannis, danach Henriettenstift, Hannover
- Klaus Buchholtz 1970–1975 (tödlicher Unfall bei Dienstfahrt)
- Gerold Maaß 1975–2000 (Ruhestand)
- Ulrich Hillmer seit September 2000

2. Pfarrstelle
- Werner Gehrz 1964–1972 (Ruhestand)
- Jürgen Laufs 1972–1981, danach St. Johannis Lüneburg
- Hennig Ahlers 1982–2000 (Ruhestand)
- Astrid Neubauer 2000–2007, danach Schulpastorin am Herzog-Ernst-Gymnasium in Uelzen